# L'Abergement-de-Cuisery
L'Abergement-de-Cuisery és un municipi francès situat al departament de Saona i Loira, a la regió de Borgonya - Franc Comtat.